# Ganzheitlichkeit (Pädagogik)
Ganzheitlichkeit bezieht sich in der Pädagogik auf einen integrativen Bestandteil handlungsorientierter Konzepte. Erste Ansätze sind bereits mit Pestalozzis Idee der Elementarbildung, dem Lernen mit Kopf, Herz und Hand im Rahmen der damaligen Anschauungspädagogik zu verzeichnen. Ausgehend von der Reformpädagogik betont ganzheitliches Lernen neben den traditionell privilegierten kognitiv-intellektuellen Aspekten auch körperliche sowie affektiv-emotionale Aspekte: Ganzheitliches Lernen ist Lernen mit allen Sinnen, Lernen mit Verstand, Gemüt und Körper.
Ganzheitlichkeit als Lernidee stellt – ohne verabsolutiert werden zu dürfen – eine notwendige Ergänzung zur Handlungsorientierung, Lernerorientierung und Prozessorientierung dar. Sie kann sich auszeichnen durch einen Wechsel von Anstrengung und Entspannung sowie befriedigender sprachlicher und nicht-sprachlicher Interaktionen mit hoher Fehlertoleranz seitens der Lehrenden.
Sie orientiert sich weniger an Lernprogression, am Lernen von Regeln und an der Gewinnung von Einsichten, sondern fokussiert auf den individuellen Lernprozess und verfährt eher imitativ und praktisch. Deshalb ist diese Lernform sowohl in der vorpubertären Zeit als auch in lernschwachen Gruppen von Bedeutung.
In der Heil- und Sonderpädagogik hat Ganzheitlichkeit als Fachbegriff eine besondere Stellung und Funktion. Er bezieht sich hier sowohl auf anthropologische und methodische als auch auf leistungsrechtliche Aspekte. Diese vielschichtige Verwendung wird zunehmend kritisch diskutiert.

## Dimensionen
Ganzheitlichkeit umfasst von der Dimension der Einzelperson (Weltwissen, Erwartungen, Vorlieben, Fähigkeiten) über die Gruppendimension (Gruppenziele, Gruppenkonstellationen) auch die thematische Dimension und das Umfeld (institutionelle Rahmenbedingungen, gesellschaftliche Vorgaben, materielle Aspekte wie Ausstattung des Klassenzimmers).

## Neurophysiologische Fundierung
Als Konsequenz der Lateralisation des Gehirns soll ganzheitliches Lernen sowohl die linkshemisphärischen (analytisch-logischen) als auch die rechtshemisphärischen Funktionen ansprechen, die zuständig sind für sinnliche Wahrnehmungen, intuitives Erfassen und ganzheitliche Geistestätigkeiten.

## Didaktische Modifizierung
Die Forderung nach Ganzheitlichkeit will die gesamte Persönlichkeit des Lernenden in den Lernprozess einbringen und komplexe Unterrichtsstrukturen schaffen. Als programmatische Leitvorstellung wegweisend und sinnvoll, versagt sie jedoch angesichts der lernpsychologischen Realitäten der Lernenden und bei der praktisch-methodischen Umsetzung:
Es ist weder von dem (sehr unterschiedlichen) Fähigkeitsspektrum der Lernenden und der Unterrichtsorganisation aus möglich noch von den Lernzielen her notwendig, immer den gesamten Menschen in die Lernprozesse einzubeziehen. Es reicht aus, das Prinzip der Ganzheitlichkeit im Gesamtkonzept des Unterrichtens im Auge zu behalten und dabei die individuellen, sehr verschiedenartigen Fähigkeiten der Lernenden zu berücksichtigen. Es gilt, die dem Einzelnen verfügbaren Lernpotenzen an der Struktur des mehr oder weniger komplexen Lernziels auszurichten und für die Optimierung der jeweiligen Lernprozesse zu aktivieren.
In den 1970er Jahren wurde daher von dem Didaktiker Siegbert A. Warwitz mit dem Prinzip und der Methode des Mehrdimensionalen Lernens eine Lehr- und Lernform in die Unterrichtslehre eingeführt, die sich stärker an der Lebenswirklichkeit und den Unterrichtsrealitäten orientiert. Der weitestgehend einseitig praktisch bzw. theoretisch, physisch bzw. intellektuell gestaltete Fachunterricht hatte zu einer wenig effizienten, vom Lernerfolg und der Motivation unbefriedigenden Unterrichtssituation geführt.
Während der Begriff der „Ganzheitlichkeit“ mehr die Persönlichkeit des Lernenden in den Fokus stellt, nimmt das „Mehrdimensionale Lernen“ gleichzeitig die Struktur und den Anspruch des Lernstoffes sowie die individuellen und realen schulischen Gegebenheiten in den Blick. Dies führt zu einer differenzierteren und persönlichkeitsgerechteren Gestaltung der Lernprozesse.
Das didaktische Denkmodell des Mehrdimensionalen Lernens findet in den Formen des Projektorientierten Unterrichts und des Projektunterricht im heutigen Unterrichtsgeschehen und Bildungswesen die häufigste Umsetzung.

## Methodische Anwendung
- Total Physical Response
- Lernen durch Lehren
- Mehrdimensionales Lernen
- Projektunterricht
- Projektorientierter Unterricht
- Rollenspiel
- Freiarbeit
- Stationenlernen